# Oddernesstein
Der Oddernesstein (N 210) ist ein Runenstein in der Kirche von Oddernes in Lund, einem Stadtteil von Kristiansand im Fylke Agder in Norwegen. Der Stein stand ursprünglich östlich der Kirche, im Jahr 1990 wurde er in die Kirche versetzt.
Der Stein wurde erstmals im Jahre 1639 von Bischof Thomas Cortsøn Wegener (1588–1654) beschrieben. Dieser wurde von Ole Worm (1588–1654), der seine Danicorum monumentorum Libri Sex vorbereitete, beauftragt und fertigte für ihn Abschriften von 29 Runensteinen an, darunter eine Beschreibung und Zeichnung des Oddernessteinen und seiner Inschriften.

## Beschreibung
Der schlanke, flache Runenstein ist etwa 3,5 m hoch und verjüngt sich auf der breiteren Seite gleichmäßig nach oben. Er ist  unten etwa 65 cm und oben 40 cm breit. Die Dicke liegt bei  etwa 17 bis 12 cm. 
Die Runeninschriften befinden sich auf der südlichen Schmalseite und der westlichen Breitseite. Sie sind mit den jüngeren Runen geschrieben und werden auf 1030 bis 1050 n. Chr. datiert. Der Literatur zufolge soll die Inschrift auf der Breitseite lauten: „Neriðs Sohn ist dieser Stein.“ Der Wortlaut auf der schmalen Seite ist umstrittener: „Eyvind, Olafs Patensohn (Anm.: Olaf der Heilige oder Olav skakke), errichtete diese Kirche auf seinem Erbe.“
Die von Eyvind Lambi (oder Lamb) gebaute Kirche auf Oddernes muss eine Holzkirche gewesen sein. Die heutige Kirche wurde frühestens etwa 1100 gebaut, wahrscheinlich sogar ein wenig später. Man hat keine Spuren von Eyvinds oder einer späteren Vorläuferkirche aus Stein gefunden.